# 跳槽的魔王大人
《轉職魔王》，日本小說家額賀澪創作之經濟類長篇小說。2021年由PHP研究所出版。
2021年2月6日出版單行本，2023年6月6日出版文庫版。2023年7月10日出版《轉職魔王2.0》。
2023年6月，日本關西電視台宣布翻拍為「月10」時段連續劇，於2023年7月播出。

## 出版書籍
- 額賀澪《轉職魔王》
  - 單行本：PHP研究所發行，2021年2月6日。ISBN 978-4-569-84852-5。
  - 文庫本：PHP文藝文庫發行，2023年6月6日，ISBN 978-4-569-90312-5。
- 額賀澪《轉職魔王2.0》
  - 文庫本：PHP文藝文庫發行，2023年7月10日，ISBN 978-4-569-90324-8。

## 電視劇
改編電視劇2023年7月17日至9月25日於關西電視台的月10時段播出，由成田凌主演。
臺灣由KKTV、Hami Video於2023年7月18日起跟播。

### 演員列表

#### 主要人物
- 來栖嵐：成田凌[1]

轉職仲介公司「Shepherd Career」的出色職涯顧問。因對轉職者的冷淡又毒舌的態度，擁有「轉職魔王」的稱號。左腳不便拄著手杖。
- 未谷千晴：小芝風花[1]

大學畢業後進入知名廣告代理公司「一之宮企劃」，但因遭遇職場霸凌，不到3年就離職。之後來到叔母經營的「Shepherd Career」尋找新職場機會，並相遇來栖。

#### Shepherd Career
- 落合洋子：石田百合子[2]

社長。千晴的叔母。開朗和藹的性格，很照顧千晴，是千晴的良師益友。知道來栖的過去，並把他挖角過來，是唯一允許來栖直言不諱的人。
- 廣澤繪里香：山口紗彌加[2]

職涯顧問。以前就職於大型轉職仲介公司，但認為自己與利益優先的企業文化不合，因而轉職到雖然規模小，但是以轉職者優先著稱的「Shepherd Career」。是位受人信賴的御姐。已婚、有位就讀幼兒園的孩子。
- 犬飼翔：藤原大祐[2]

大學生。在「Shepherd Career」打工。個性開朗且得要領，但是不流不必要的汗，現在還沒有明確將來想從事的職業。很怕來栖，只要被他叫到就很害怕。在公司是"被大家喜愛欺負的天然"，因為「犬飼」這個姓氏，很喜歡狗。
- 山口守男：歡迎小田[2]

職涯顧問。個性溫和善良，帶著佛一般的微笑，因此被稱呼（佛之阿山）。對任何人都說敬語。老家是佛寺，因為家業成為僧侶，但是害怕看到遺體，在迷茫於要不要繼續當僧侶時，被洋子撿到「Shepherd Career」。單身，很努力參加聯誼，尋找自己的新娘。
- 橫山潤也：前田公輝[2]

職涯顧問。認為比起在大型公司工作數年，希望就職於會把工作交給年輕員工的企業，因此選擇進入被業界認為將來能繼續進步的轉職仲介公司「Shepherd Career」。是位能幹、自尊心強、有自信的新員工。單方面把來栖視為競爭對手。
- 天間聖司：白洲迅[3]（第6話 - ）

職涯顧問。被稱呼為「轉職天使」。

#### NORTH AND SOUTH STYLE
- 清川北斗：井上翔太[2]

餐車式咖啡吧「NORTH AND SOUTH STYLE」的老闆。在料理專門學校時，相遇南，之後相戀結婚。夢想是將來開一間他們自己的店。很受女性歡迎，但是超喜歡自己的妻子，其他都入不了眼，是一對非常非常相愛相愛的夫妻。2人經營的餐車，是「Shepherd Career」員工們午餐休息時的休息場地。
- 清川南：井本彩花[2]

北斗的妻子，一起經營餐車。負責餐車的料理，從小夢想是成為廚師，為了擁有夫妻倆自己的店，作為立足點，與北斗一起開始經營餐車。因為父母對於結婚和開店都持反對意見，現在處於離家出走的狀態。

#### 未谷家
- 未谷朝子：堀内敬子

千晴的母親。曾經是百貨公司服飾專櫃店員。
- 未谷修一：岡山一

千晴的父親。

#### 客串人物

##### 第1話
- 小林實：宮崎吐夢
- 立花櫻：真央
- 竹原：堀部圭亮

##### 第2話
- 宇佐美由夏：早見朱莉
- 渋井克行：味方良介
- 中田七惠：大關澪花
- 村松愛：工藤美櫻

##### 第3話
- 笹川直哉：渡邊圭祐
- 西田和馬：新納慎也

##### 第4話
- 劍崎莉子：岡崎紗繪
- 綾野周介：曾田陵介
- 岡山：内藤秀一郎

##### 第5話
- 戶松卓郎：葉山獎之
- 戶松綠（戸松みどり）：片岡京子
- 安永真奈美：水上京香

##### 第6話
- 八王子道正：宮野真守
- 下館：矢野聖人
- 小池：西垣匠
- 澤村：岩谷健司
- 宇治川伸：粟大和

##### 第7話
- 皆川晶穗：黑川智花
- 戶田優吾：入江甚儀
- 日下部紗耶加（日下部さやか）：村川繪梨
- 猿田：瀧川英次

##### 第8話
- 石岡遙太：飯島寛騎
- 渚優美：永島聖羅（照片演出）

##### 第9話
- 五十嵐君雄：金子統昭
- 五十嵐夏子：朝加真由美
- 五十嵐明：越村公一
- 藤川孝介：野村康太

##### 第10話
- 矢吹健一：高橋光臣
- 矢吹江美里：大西禮芳
- 兒玉雄一郎：小關裕太

### 製作團隊
- 原作：額賀澪 『轉職魔王』『轉職魔王2.0』（PHP研究所）
- 劇本：泉澤陽子、小峯裕之
- 配樂：橫山克、橋口佳奈
- 主題曲：milet「Living My Life」（Sony Music Labels）[4]
- 片頭曲：LIL LEAGUE from EXILE TRIBE「Monster」（rhythm zone）[5]
- 製作人：萩原崇、石田麻衣、櫻田惇平
- 導演：堀江貴大、丸谷俊平、保坂昭一
- 制作協力：Horipro
- 制作著作：關西電視台

### 播出日程
- 第1話加長15分鐘（22:00 - 23:09）。

| 集數                                                                      | 播出日期 | 副標題 | 編劇     | 導演     | 收視率 |
| ------------------------------------------------------------------------- | -------- | ------ | -------- | -------- | ------ |
| 第1話                                                                     | 7月17日  |        | 泉澤陽子 | 堀江貴大 | 5.4%   |
| 第2話                                                                     | 7月24日  |        | 泉澤陽子 | 堀江貴大 | 5.2%   |
| 第3話                                                                     | 7月31日  |        | 小峯裕之 | 丸谷俊平 | 4.6%   |
| 第4話                                                                     | 8月07日  |        | 泉澤陽子 | 丸谷俊平 | 5.4%   |
| 第5話                                                                     | 8月14日  |        | 泉澤陽子 | 堀江貴大 | 4.5%   |
| 第6話                                                                     | 8月21日  |        | 泉澤陽子 | 堀江貴大 | 4.9%   |
| 第7話                                                                     | 8月28日  |        | 泉澤陽子 | 丸谷俊平 | 4.5%   |
| 第8話                                                                     | 9月04日  |        | 小峯裕之 | 保坂昭一 | 5.1%   |
| 第9話                                                                     | 9月11日  |        | 泉澤陽子 | 丸谷俊平 | 5.1%   |
| 第10話                                                                    | 9月18日  |        | 小峯裕之 | 堀江貴大 | 5.3%   |
| 最終話                                                                    | 9月25日  |        | 小峯裕之 | 堀江貴大 | 5.5%   |
| 平均收視率 5.0%（收視率由Video Research調查關東地區、家戶的即時統計資料） |          |        |          |          |        |

## 外部連結
- 小說『轉職魔王』｜額賀澪（日語）
- 電視劇官方網站（日語）
  - 電視劇的X（前Twitter）（日語）
  - 電視劇的Instagram帳戶（日語）

| 日本 富士電視網 週一晚間十點連續劇                             | 日本 富士電視網 週一晚間十點連續劇                  | 日本 富士電視網 週一晚間十點連續劇 |
| -------------------------------------------------------------- | --------------------------------------------------- | ---------------------------------- |
|                                                                | 轉職魔王 （2023年7月17日－9月25日）                 |                                    |
| 絕對不可能～偵探·上水流涼子的解析～ （2023年4月17日－6月26日） | 特命！警視廳特別會計係 （2023年10月16日－12月25日） |                                    |

| 臺灣 緯來日本台 每週一至五 22:00 - 23:00 | 臺灣 緯來日本台 每週一至五 22:00 - 23:00   | 臺灣 緯來日本台 每週一至五 22:00 - 23:00 |
| ---------------------------------------- | ------------------------------------------ | ---------------------------------------- |
|                                          | 跳槽的魔王大人 （2023年9月25日－10月12日） |                                          |
| 夏戀灰姑娘 （2023年9月8日－9月22日）     | VIVANT （2023年10月13日－10月27日）        |                                          |